# Jean Aurel
Jean Aurel, de son vrai nom Aurel Kupferman, né le 6 novembre 1925 à Răstolița (Roumanie) et mort le 24 août 1996 à Paris, est un réalisateur et scénariste français.

## Biographie
Jean Aurel naît en Roumanie en 1925.
Il fait des études de cinéma à l'IDHEC (cinquième promotion entrée en 1947), devient l'assistant d'Augusto Genina, réalise quelques courts-métrages, puis se lance comme scénariste. Il se tourne ensuite vers la réalisation.
Il a adapté au cinéma quelques romans de Stendhal et de l'abbé Prévost : De l'amour, Manon 70, Lamiel, et a  excellé dans le documentaire  avec, en particulier sur les deux guerres mondiales : 14-18 (1963), La Bataille de France (1964) et Staline (1985), d'après la biographie de Souvarine.
Il est inhumé au cimetière de Montmartre (concession reprise).

## Filmographie

### Scénariste
- 1951 : L'Affaire Manet (court-métrage) (et réalisateur)
- 1952 : Les Aventures extraordinaires de Jules Verne (et réalisateur)
- 1953 : Embarquement pour le ciel (court-métrage documentaire)
- 1955 : La Fille de Mata Hari (La Figlia di Mata Hari)
- 1956 : C'est arrivé à Aden de Michel Boisrond
- 1956 : Club de femmes de Ralph Habib
- 1957 : Porte des Lilas de René Clair
- 1957 : Le Triporteur de Jacques Pinoteau
- 1957 : Une Parisienne de Michel Boisrond
- 1958 : Chéri, fais-moi peur de Jack Pinoteau
- 1958 : Taxi, Roulotte et Corrida d'André Hunebelle
- 1959 : Délit de fuite de Bernard Borderie
- 1960 : Le Trou de Jacques Becker
- 1961 : La Bride sur le cou de Roger Vadim (et co-réalisateur)
- 1964 : De l'amour (et réalisateur)
- 1966 : Gariban d'Aram Gülyüz (tr)
- 1967 : Lamiel (et réalisateur)
- 1968 : Manon 70 (et réalisateur)
- 1969 : Les Femmes (et réalisateur)
- 1970 : Êtes-vous fiancée à un marin grec ou à un pilote de ligne ? (et réalisateur)
- 1979 : L'Amour en fuite de François Truffaut
- 1981 : La Femme d'à côté de François Truffaut
- 1983 : Vivement dimanche ! de François Truffaut
- 1985 : Staline (et réalisateur)
- 1994 : Rosine de Christine Carrière

### Réalisateur
- 1950 : Les Fêtes galantes, Watteau (court-métrage) avec Gérard Philipe
- 1951 : L'Affaire Manet (court-métrage) (et scénariste)
- 1952 : Le Cœur d'amour épris du roi René (court-métrage)
- 1952 : Les Aventures extraordinaires de Jules Verne (court-métrage) (et  scénariste)
- 1953 : Embarquement pour le ciel (court-métrage)
- 1961 : La Bride sur le cou (coréalisé avec Roger Vadim), avec Brigitte Bardot et Michel Subor
- 1963 : 14-18 (documentaire) (et producteur)
- 1964 : La Bataille de France (documentaire)
- 1964 : De l'amour (et scénariste), avec Michel Piccoli et Anna Karina
- 1967 : Lamiel (et scénariste), avec Michel Bouquet et Anna Karina
- 1967 : Manon 70 (et scénariste), avec Catherine Deneuve et Sami Frey
- 1969 : Les Femmes (et scénariste), avec Maurice Ronet et Brigitte Bardot
- 1970 : Êtes-vous fiancée à un marin grec ou à un pilote de ligne ? (et scénariste), avec Jean Yanne et Nicole Calfan
- 1974 : Comme un pot de fraises avec Jean-Claude Brialy et Jean Lefebvre
- 1985 : Staline (et scénariste)

### Assistant-réalisateur
- 1954 : La Fille de Mata Hari (La figlia di Mata Hari) de Carmine Gallone et Renzo Merusi
- 1955 : Frou-frou d'Augusto Genina

### Acteur
- 1936 : Soigne ton gauche de René Clément
- 1973 : Vivre ensemble d'Anna Karina